# Stora Träskets naturreservat

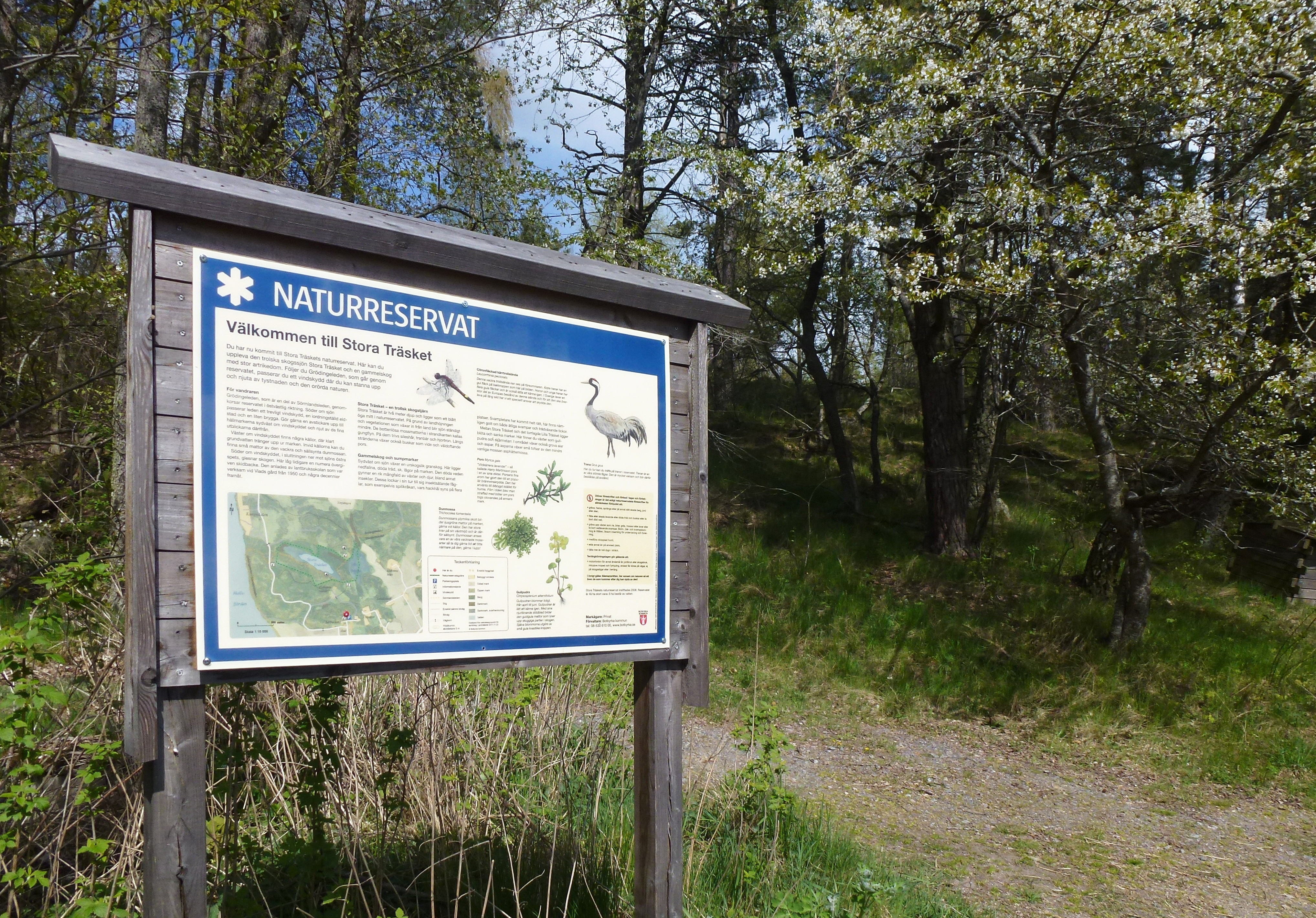
Informationstavla.

Stora Träsket är ett naturreservat som ligger kring sjön Stora Träsket i Grödinge socken i Botkyrka kommun. Reservatet bildades år 2008 och har en totalarea på 49 hektar, varav 8 hektar består av själva sjön. Förvaltare är Botkyrka kommun.

## Beskrivning
Strax väster om tätorten Sibble ligger  Stora Träskets naturreservat. Centrala delen i reservat är skogssjön Stora Träsket. Sjön med sin ringa djup på bara två meter minskar långsamt och gungfly breder ut sig. I ost ansluter Lilla Träsket som inte har någon öppen vattenyta längre och är en myr. Mellan båda finns ett vattenfylld dike. Här passerar Sörmlandsleden (som här kallas Grödingeleden).  Längs sjökanten växer buskar som vide och pors. Kring sjöns sluttningar finns gamla naturskogar med höga naturvärden. Vid Stora Träskets sydöstra strand står ett väderskydd med grästak, en iordningställd grillplats och en liten brygga.

## Bilder

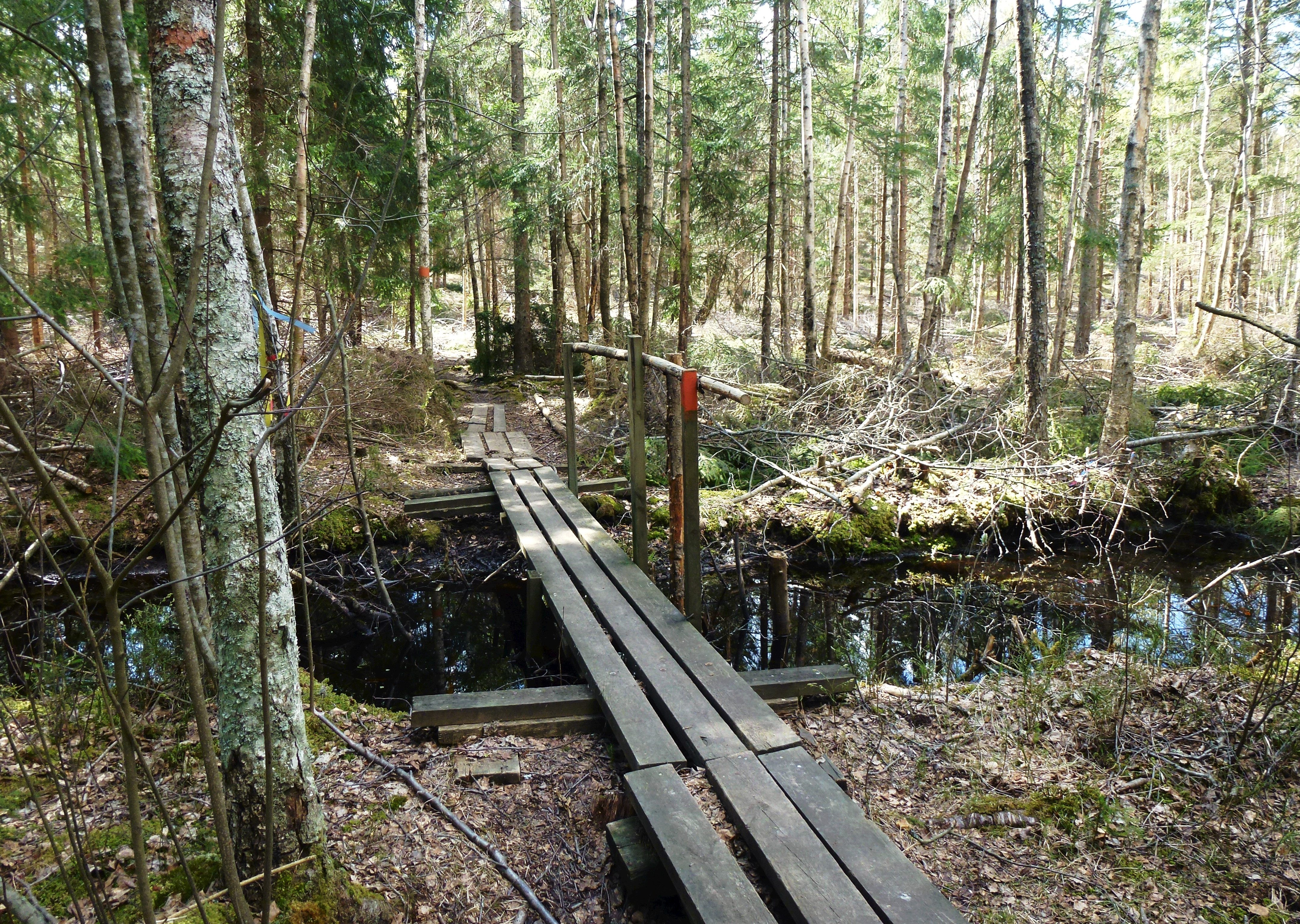
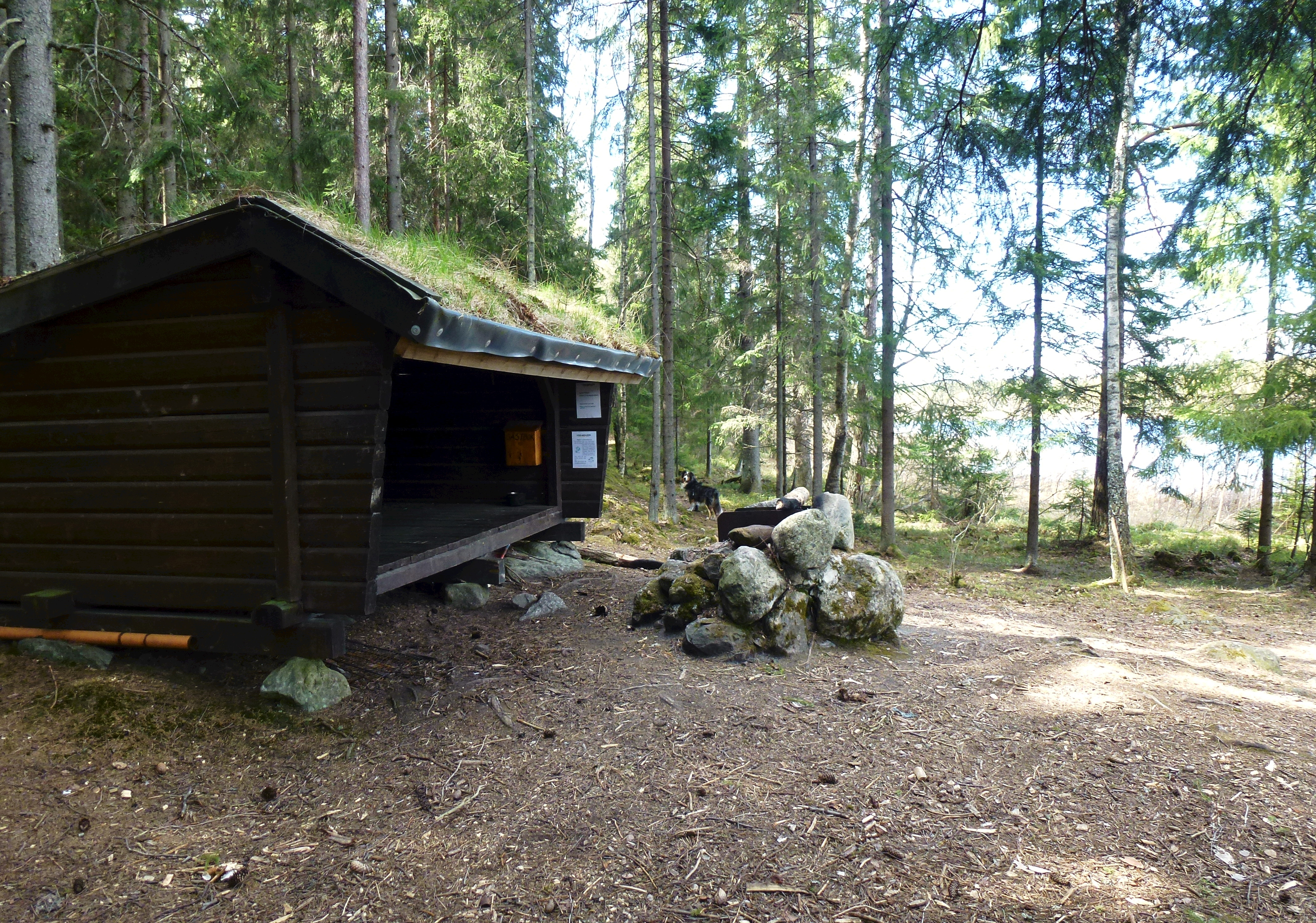
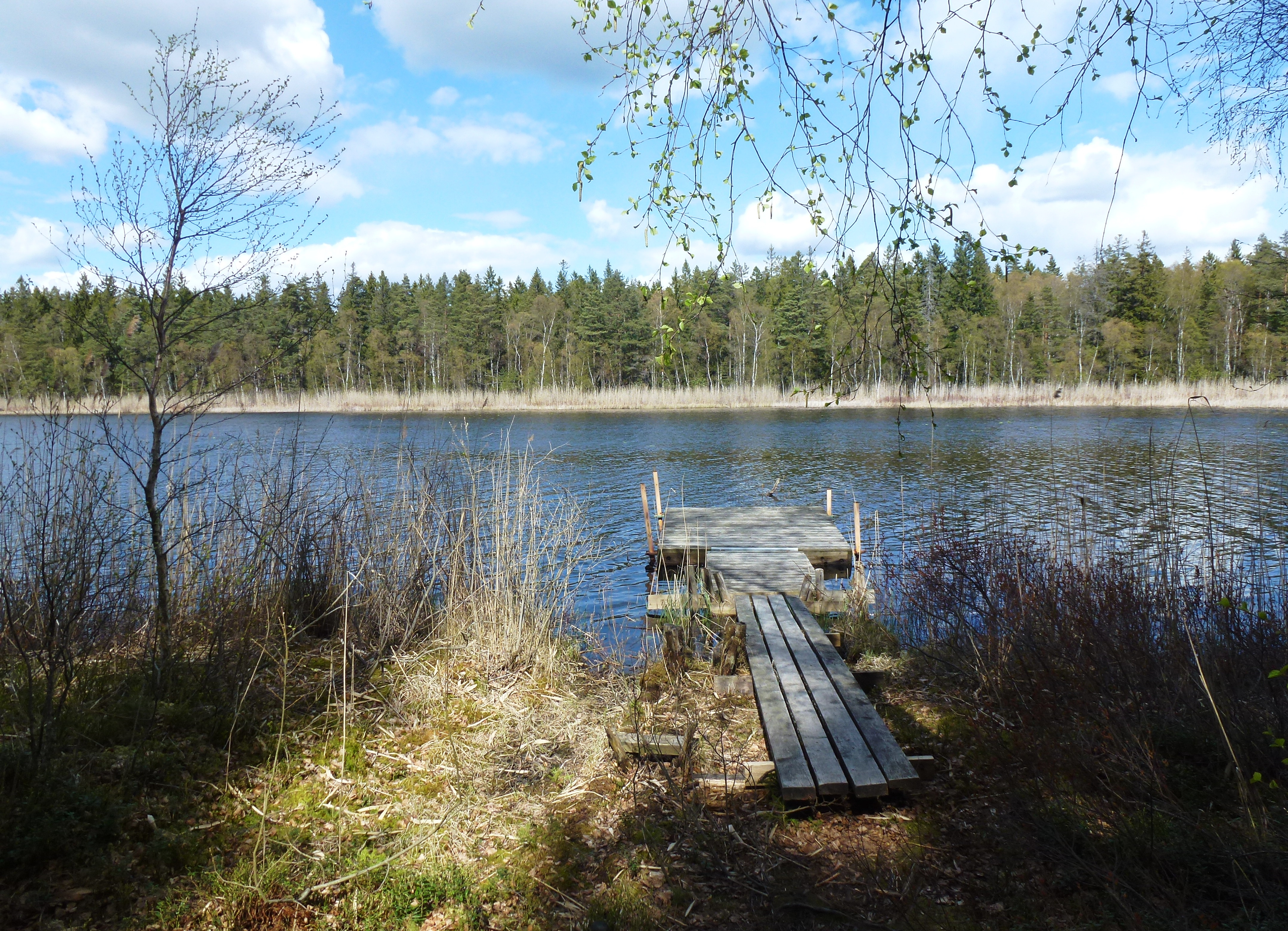